# Rijksbeschermd gezicht IJlst
Gezicht IJlst is een van rijkswege beschermd stadsgezicht in IJlst in de Nederlandse provincie Friesland. De procedure voor aanwijzing werd gestart op 10 september 1979. Het gebied werd op 25 juli 1988 definitief aangewezen. Het beschermd gezicht beslaat een oppervlakte van 20,3 hectare.
Panden die binnen een beschermd gezicht vallen krijgen niet automatisch de status van beschermd monument. Wel zal de gemeente het bestemmingsplan aanpassen om nieuwe ontwikkelingen in het gebied te reguleren. De gezichtsbescherming richt zich op de stedenbouwkundige en cultuurhistorische waardering van een gebied en wil het toekomstig functioneren daarvan veiligstellen.